# 布萊斯·圖朗
布萊斯·克雷格·圖朗（英語：Brice Craig Turang，1999年11月21日—），為美國職棒大聯盟的二壘手，目前效力於密爾瓦基釀酒人。他在2023年登上大聯盟，並於2024年拿下金手套獎與白金手套獎。

## 職業生涯
2018年大聯盟選秀，釀酒人在首輪第21順位選進圖朗。該年他在小聯盟繳出2成83的打擊率，並敲出1轟與18分打點。
2019年，圖朗在1A入選明星賽。該年他的打擊率為2成87，並敲出2轟與31分打點。後來他升上高階1A，不過打擊率僅有2成。
2020年，小聯盟賽事因COVID-19疫情肆虐而全面暫停。隔年他從2A開季，並在8月初升上3A。該年他的打擊率為2成58，並敲出6轟與53分打點。
2022年，圖朗在3A繳出2成86的打擊率，並敲出13轟與78分打點。他也在球季末被加入40人名單，避免被其他球隊以規則五選秀選走。
2023年開幕戰，圖朗登上大聯盟，並成功敲出大聯盟首安。他在4月2日打回大聯盟首分打點，隔日敲出大聯盟首轟。2024年，他繳出2成54的打擊率，並敲出7轟與57分打點。他的拉打率僅有26.4%，是全大聯盟最低。

## 個人生活
圖朗的父親布萊恩也是一名大聯盟選手，曾短暫效力於水手隊，他的母親曾是一名壘球選手。圖朗還有四個姐姐，也都是壘球或足球選手。

## 外部連結
- 球員資訊和成績在MLB ，ESPN，Baseball Reference，Baseball Reference (Minors) ，Fangraphs，The Baseball Cube （英文）